# Hälsopsykologi
Hälsopsykologi är ett delområde inom psykologin som studerar hur olika psykologiska processer kan påverka kroppslig hälsa, men också hur fysiska tillstånd och sjukdomar (exempelvis diabetes och fetma) kan inverka på den psykiska hälsan, samt hur den psykiska hälsan och den sociala situationen kan påverka fysiska sjukdomar. Hälsopsykologisk kunskap kan bidra till förståelsen av hur hälsa bibehålls och ohälsa uppkommer, och hur psykologiska metoder kan förebygga ohälsa och befrämja tillfrisknande från sjukdom. 
En utgångspunkt inom hälsopsykologin är den biopsykosociala modellen, där hälsa kan förstås som ett resultat av fysiska, psykologiska och sociala faktorer. Den biopsykosociala modellen lanserades av den amerikanske psykiatern George Engel år 1977. Han menade att den biomedicinska sjukdomssynen måste ersättas med en modell som lägger lika stor vikt vid hälsotillståndets psykologiska och sociala sidor, som vid dess medicinska. De tre aspekterna, menade Engel, är oupplösligt relaterade till varandra och samverkar i sjukdomsutvecklingen och måste alla beaktas vid utredning och behandling.
Hälsopsykologi har ett nära förhållande till andra delområden inom psykologin som exempelvis arbets- och organisationspsykologi (t.ex. arbete och hälsa), beroendepsykologi (t.ex. alkoholvanor och hälsa), biologisk psykologi (t.ex. stress och hälsa), kognitionspsykologi (t.ex. sömn och hälsa) och utvecklingspsykologi (olika åldrar i relation till hälsa).